# 熊之股鍵次
熊之股鍵次（日语：／ Kumanomata Kagiji），日本漫畫家。出身於群馬縣。

## 來歷
- 文星藝術大學（日语：文星芸術大学）漫畫專修第2期畢業[1]。
- 大學畢業前夕，前《週刊少年Sunday》編輯部的老師邀請他去參加編輯部的活動，在那裡他第一次帶了自己的作品。當時本身並不知道會在Sunday連載，並認為這是一本更瘋狂的雜誌[2]。
- 2013年，《布偶衝擊》在《週刊少年SundayS（日语：週刊少年サンデーS）》上連載。2015年完結。
- 目前，《在魔王城說晚安》正在《週刊少年Sunday》2016年第24號上連載中[3]。
- 《在魔王城說晚安》開始連載時，千葉徹彌在自己的部落格上寫道「（文星藝術大學）他從學生時代起就是一個才華橫溢的學生，但我很高興看到他更加成長」並留下了支持的訊息[4]。
- 他喜歡像《Keroro軍曹》這樣涉及大量人群和角色設計的作品[2]。
- 受《金魚注意報》的影響開始創作喜劇漫畫[2]。
- 曾任險持智代（日语：険持ちよ）的助手[5]。
- 興趣：VR遊戲、收集礦石、一人卡拉OK（日语：ヒトカラ）。其問題是背痛和漫畫繪製緩慢。他的夢想是住在帝國酒店，每週休息4天[6]。
- 特長：製作大多數沒有圖案的衣服[7]。
- 筆名的由來是「因為喜歡聞毛絨熊胯部的味道」[8]，從投稿作品到連載作品，熊之股擁有本身所擁有的最古老的毛絨動物角色，以一隻最喜歡的毛絨熊為原型[2]。（例如一隻大熊睡在魔王城裡。）

## 作品列表
- 《布偶衝擊》小學館〈少年Sunday Comics〉，全3冊（《週刊少年SundayS（日语：週刊少年サンデーS）》2013年12月號[9]—2015年12月號）
  1. 2014年7月18日發行[10] ISBN 978-4-09-125074-2
  2. 2015年3月18日發行[11] ISBN 978-4-09-125698-0
  3. 2015年11月18日發行[12] ISBN 978-4-09-126495-4
- （《週刊少年Sunday》2015年44號[13]）
- 《在魔王城說晚安》小學館〈少年Sunday Comics〉，已出版30冊（《週刊少年Sunday》2016年24號[3]—連載中）

## 外部連結
- 熊之股鍵次的X（前Twitter） （日語）
- （日語）—小學館官方網站。